# Liste der Monuments historiques in Vrécourt
Die Liste der Monuments historiques in Vrécourt führt die Monuments historiques in der französischen Gemeinde Vrécourt auf.

## Liste der Immobilien
| Bezeichnung      | Beschreibung                                          | Standort                     | Kennzeichnung | Schutzstatus   | Datum     | Bild           |
| ---------------- | ----------------------------------------------------- | ---------------------------- | ------------- | -------------- | --------- | -------------- |
| Kirche St-Martin | Turm, 12. Jahrhundert; Schiff, zwischen 1737 und 1749 | Place Général Leclerc (Lage) | PA00135702    | Inscrit Classé | 1994 1995 | weitere Bilder |

## Liste der Objekte
| Bezeichnung                                                            | Beschreibung                                                             | Standort                       | Kennzeichnung | Schutzstatus | Datum | Bild |
| ---------------------------------------------------------------------- | ------------------------------------------------------------------------ | ------------------------------ | ------------- | ------------ | ----- | ---- |
| Skulptur Leichnam Christi                                              | Stein, 17. Jahrhundert                                                   | in der Kirche St-Martin (Lage) | PM88001004    | Classé       | 1908  |      |
| Skulptur Johannes der Täufer                                           | Stein, farbig gefasst und vergoldet, Anfang des 16. Jahrhunderts         | in der Kirche St-Martin (Lage) | PM88001009    | Classé       | 1965  |      |
| Skulptur Heiliger Sebastian                                            | Stein, farbig gefasst und vergoldet, 17. Jahrhundert                     | in der Kirche St-Martin (Lage) | PM88001007    | Classé       | 1965  |      |
| Kelch                                                                  | Silber, vergoldet, 1724                                                  | in der Kirche St-Martin (Lage) | PM88001010    | Classé       | 1965  |      |
| Zwei Steine mit vier Grabinschriften                                   | aus dem 18. und 19. Jahrhundert                                          | in der Kirche St-Martin (Lage) | PM88001017    | Classé       | 1969  |      |
| Skulptur Heiliger Martin                                               | Silber, Kupfer, 1612                                                     | in der Kirche St-Martin (Lage) | PM88001002    | Classé       | 1903  |      |
| Skulpturengruppe Charles François Labbé und Marie Charlotte de Lavaulx | Stein, Anfang des 18. Jahrhunderts                                       | in der Kirche St-Martin (Lage) | PM88001005    | Classé       | 1908  |      |
| Wappenrelief                                                           | Stein, nach 1586; Fragment des Mausoleums von Jean de la Vaulx           | in der Kirche St-Martin (Lage) | PM88001016    | Classé       | 1969  |      |
| Grabstein für Pierre de Bignecourt und Marguerite de Sivry             | Stein, 16. Jahrhundert                                                   | in der Kirche St-Martin (Lage) | PM88001003    | Classé       | 1908  |      |
| Skulptur Erzengel Michael                                              | Holz, vergoldet, Anfang des 18. Jahrhunderts                             | in der Kirche St-Martin (Lage) | PM88001008    | Classé       | 1965  |      |
| Kruzifix                                                               | Elfenbein, 18. Jahrhundert                                               | in der Kirche St-Martin (Lage) | PM88001012    | Classé       | 1969  |      |
| Reliquiar                                                              | Silber, Anfang des 17. Jahrhunderts                                      | in der Kirche St-Martin (Lage) | PM88001006    | Classé       | 1961  |      |
| Weihwasserbecken                                                       | Stein, 18. Jahrhundert                                                   | in der Kirche St-Martin (Lage) | PM88001011    | Classé       | 1969  |      |
| Kanzel                                                                 | Holz, 18. Jahrhundert                                                    | in der Kirche St-Martin (Lage) | PM88001013    | Classé       | 1969  |      |
| Gemälde Heiliger Karl Borromäus im Gebet                               | Ölfarbe auf Leinwand, 18. Jahrhundert                                    | in der Kirche St-Martin (Lage) | PM88001014    | Classé       | 1969  |      |
| Epitaph für René de la Vaulx                                           | Stein, 1598                                                              | in der Kirche St-Martin (Lage) | PM88001015    | Classé       | 1969  |      |
| Skulpturengruppe Unterweisung Mariens                                  | Holz, farbig gefasst, 18. Jahrhundert                                    | in der Kirche St-Martin (Lage) | PM88001018    | Classé       | 1970  |      |
| Skulpturengruppe Unterweisung Mariens                                  | Prozessionsskulptur; Holz, farbig gefasst und vergoldet, 18. Jahrhundert | in der Kirche St-Martin (Lage) | PM88001019    | Classé       | 1985  |      |